# Депутати Верховної Ради Автономної Республіки Крим 2-го скликання
Список депутатів Верховної Ради Автономної Республіки Крим 2-го скликання (1994 - 1998)
| Прізвище ім'я по батькові         | Рік народження | Виборчий округ  | Місце обрання            | партійність                        |
| --------------------------------- | -------------- | --------------- | ------------------------ | ---------------------------------- |
| Абдурешитов Наріман Веліляєвич    | 1951           | багатомандатний | Сімферополь              | Меджліс кримськотатарського народу |
| Аблямітов Джульверн Тевфікович    | 1938 - 2010    | багатомандатний | Сімферополь              | Меджліс кримськотатарського народу |
| Аблямітов Фуат Якубович           | 1937 - 2007    | багатомандатний | Сімферополь              | Меджліс кримськотатарського народу |
| Акімов Сергій Іванович            | 1953           | 47              | Роздольненський район    | Безпартійний                       |
| Аксьонов Георгій Васильович       | 1946           | 11              | Керч                     | Блок "Росія"                       |
| Арифов Ленур Ягья                 | 1938           | багатомандатний | Сімферополь              | Меджліс кримськотатарського народу |
| Артем'єв Павло Валентинович       | 1945           | 37              | Джанкойський район       | Блок "Росія"                       |
| Балла В'ячеслав Олександрович     | 1955           | 56              | Севастополь              | Блок "Росія"                       |
| Бахарєв Михайло Олексійович       | 1947           | багатомандатний | Сімферополь              | Блок "Росія"                       |
| Бекіров Надир Валеріяновіч        | 1962           | багатомандатний | Бахчисарай               | Меджліс кримськотатарського народу |
| Бльоскін Лев Леонідович           | 1938           | 57              | Севастополь              | Блок "Росія"                       |
| Блискунов Олександр Іванович      | 1938 - 1996    | багатомандатний | Сімферополь              | Блок "Росія"                       |
| Бродін Володимир Миколайович      | 1951 - 2004    | 8               | Керч                     | Блок "Росія"                       |
| Брунс Андрій Володимирович        | 1931           | 32              | Бахчисарайський район    | Блок "Росія"                       |
| Бубликов Володимир Рафаїлович     | 1956           | 43              | Ленінський район         | Блок "Росія"                       |
| Буджурова Ліля Рустемовна         | 1958           | багатомандатний | Сімферополь              | Меджліс кримськотатарського народу |
| Бурдюгов Анатолій Федорович       | 1958           | 54              | Сімферополь              | Партія економічного відродження    |
| Бистров Михайло Григорович        | 1950           | 33              | Бахчисарайський район    | Блок "Росія"                       |
| Варламова Раїса Олексіївна        | 1932           | 65              | Севастополь              | Блок "Росія"                       |
| Верченко Віталій Олексійович      | 1940           | 51              | Сімферопольський район   | Безпартійний                       |
| Грач Леонід Іванович              | 1948           | багатомандатний | Сімферополь              | Комуністична партія України        |
| Гриценко Анатолій Павлович        | 1958           | 44              | Ленінський район         | Безпартійний                       |
| Грудина Наталія Олександрівна     | 1950           | 25              | Феодосія                 | Блок "Росія"                       |
| Данелян Анушаван Сороневич        | 1956           | одномандатний   | Сімферополь              | Партія економічного відродження    |
| Дейч Борис Давидович              | 1938           | 24              | Судак                    | Безпартійний                       |
| Єрошкін Іван Степанович           | 1934           | багатомандатний | Севастополь              | Блок "Росія"                       |
| Жуков Володимир Олександрович     | 1950           | 9               | Керч                     | Блок "Росія"                       |
| Заскока Володимир Михайлович      | 1959           | 5               | Євпаторія                | Блок "Росія"                       |
| Зирянов Юрій Миколайович          | 1947           | 27              | Феодосія                 | Блок "Росія"                       |
| Каражов Георгій Іванович          | 1939 - 1998    | одномандатний   | Білогірськ               | Безпартійний                       |
| Кемалов Енвер Едемович            | 1939 - 2003    | багатомандатний | Чорноморський район      | Меджліс кримськотатарського народу |
| Кенжалієв Рефат Перітович         | 1953           | багатомандатний | Сімферополь              | Меджліс кримськотатарського народу |
| Кенже Решат Асанович              | 1948           | багатомандатний | Сімферополь              | Меджліс кримськотатарського народу |
| Кизилов Борис Васильович          | 1943           | багатомандатний | Сімферополь              | Блок "Росія"                       |
| Кирилов Олег Євгенович            | 1938           | 6               | Євпаторія                | Російська громада                  |
| Кисельов Василь Олексійович       | 1948           | 40              | Красногвардійський район | Безпартійний                       |
| Кличников Володимир Миколайович   | 1964           | багатомандатний | Сімферополь              | Блок "Росія"                       |
| Коваленко Лідія Миколаївна        | 1941           | 31              | Гурзуф                   | Блок "Росія"                       |
| Ковальський Сергій Актовьянович   | 1955           | 23              | Сімферополь              | Блок "Росія"                       |
| Козлов Володимир Юрійович         | 1957           | 3               | Джанкой                  | Блок "Росія"                       |
| Колодкін Володимир Іванович       | 1954           | 66              | Севастополь              | Блок "Росія"                       |
| Кондратевський Сергій Михайлович  | 1965           | 59              | Севастополь              | Безпартійний                       |
| Корольов В'ячеслав Михайлович     | 1949           | 17              | Сімферополь              | Блок "Росія"                       |
| Коротко Олександр Шимонович       | 1952           | 19              | Сімферополь              | Безпартійний                       |
| Кочегаров Юрій Володимирович      | 1951           | 1               | Алушта                   | Блок "Росія"                       |
| Красновська Наталія Вікторівна    | 1952           | 14              | Сімферополь              | Блок "Росія"                       |
| Крот Ігор Володимирович           | 1956           | багатомандатний | Сімферополь              | Блок "Росія"                       |
| Круглов Олександр Георгійович     | 1924 - 2010    | 62              | Севастополь              | Безпартійний                       |
| Кудряшов Вадим Володимирович      | 1967           | 7               | Керч                     | Блок "Росія"                       |
| Кукуєв Євген Олександрович        | 1939 - 2004    | багатомандатний | Ялта                     | Блок "Росія"                       |
| Кукушкін Михайло Федорович        | 1950           | 53              | Сімферопольський район   | Блок "Росія"                       |
| Куртієв Енвер Аметович            | 1952           | багатомандатний | Білогірськ               | Меджліс кримськотатарського народу |
| Лазарев Анатолій Іванович         | 1941           | багатомандатний | Сімферополь              | Комуністична партія України        |
| Лоєвський Олександр Володимирович | 1941 - 2010    | 4               | Євпаторія                | Блок "Росія"                       |
| Максимов Володимир Ілліч          | 1938           | 29              | Ялта                     | Російська партія Криму             |
| Маляров Анатолій Іванович         | 1960           | 34              | Білогірськ               | Російська партія Криму             |
| Матвєєв Станіслав Олегович        | 1955           | 48              | Саки                     | Блок "Росія"                       |
| Межаков Віктор Петрович           | 1936 - 1996    | 22              | Сімферополь              | Блок "Росія"                       |
| Мельник Євген Петрович            | 1940           | 2               | Алушта                   | Блок "Росія"                       |
| Мельников Олексій Олексійович     | 1949           | 58              | Севастополь              | Блок "Росія"                       |
| Моргунов Петро Іванович           | 1944           | багатомандатний | Сімферополь              | Блок "Росія"                       |
| Мордашов Вадим Костянтинович      | 1955           | багатомандатний | Сімферополь              | Блок "Росія"                       |
| Морозов Олександр Євгенович       | 1954           | 60              | Севастополь              | Блок "Росія"                       |
| Мустафаєв Халіл Джелілович        | 1935 - 2000    | багатомандатний | Сімферополь              | Меджліс кримськотатарського народу |
| Миколаїв Віктор Георгійович       | 1943           | 30              | Ялта                     | Блок "Росія"                       |
| Нікулін Сергій Володимирович      | 1952           | багатомандатний | Сімферополь              | Блок "Росія"                       |
| Осипов Микола Васильович          | 1940           | 28              | Алупка                   | Блок "Росія"                       |
| Пішин Світлана Олексіївна         | 1943           | 39              | Старий Крим              | Блок "Росія"                       |
| Піддубна Марія Євгенівна          | 1956           | 17              | Сімферополь              | Блок "Росія"                       |
| Подкопаев Юрій Володимирович      | 1956           | 10              | Керч                     | Блок "Росія"                       |
| Рамазанов Шевкет Алядіновіч       | 1941 - 2011    | багатомандатний | Сімферополь              | Меджліс кримськотатарського народу |
| Ренпенінг Володимир Карлович      | 1947           | одномандатний   | Сімферополь              | Безпартійний                       |
| Решетніков Геннадій Миколайович   | 1942           | 35              | Зуя                      | Блок "Росія"                       |
| Розгонюк Юрій Дмитрович           | 1948           | 15              | Сімферополь              | Блок "Росія"                       |
| Рубцов Геннадій Сергійович        | 1940           | 63              | Севастополь              | Республіканська партія Криму       |
| Рудаков Віталій Степанович        | 1948           | 55              | Чорноморське             | Блок "Росія"                       |
| Рябков Олександр Павлович         | 1956           | 16              | Сімферополь              | Безпартійний                       |
| Рябчикова Тетяна Іванівна         | 1950           | 20              | Сімферополь              | безпартійна                        |
| Савченко Світлана Борисівна       | 1964           | багатомандатний | Білогірський район       | Блок "Росія"                       |
| Самодай Ілля Іларіонович          | 1939           | 52              | Сімферопольський район   | Блок "Росія"                       |
| Селюх Юрій Омелянович             | 1942           | 50              | Сімферопольський район   | Безпартійний                       |
| Снєгірьов Федір Федорович         | 1947           | 49              | Сакський район           | Блок "Росія"                       |
| Ставицький Андрій Анатолійович    | 1965           | 13              | Саки                     | Блок "Росія"                       |
| Сумуліді Микола Георгійович       | 1944           | одномандатний   | Сімферополь              | Безпартійний                       |
| Супрунюк Євген Володимирович      | 1955           | 20              | Сімферополь              | Безпартійний                       |
| Тихонов Юрій Васильович           | 1961           | 36              | Джанкойський район       | Блок "Росія"                       |
| Трошин Володимир Сергійович       | 1957           | 38              | Кіровський район         | Блок "Росія"                       |
| Умеров Ільмі Рустемович           | 1957           | багатомандатний | Бахчисарайський район    | Меджліс кримськотатарського народу |
| Усеінов Усеин Мідатовіч           | 1953           | багатомандатний | Алушта                   | Меджліс кримськотатарського народу |
| Феофілактов Анатолій Васильович   | 1928 - 1999    | 26              | Феодосія                 | Блок "Росія"                       |
| Фролов Олександр Іванович         | 1938           | 61              | Севастополь              | Безпартійний                       |
| Хомяков Володимир Михайлович      | 1937           | 12              | Армянськ                 | Блок "Росія"                       |
| Хохлов Віктор Михайлович          | 1940           | 64              | Севастополь              | Республіканська партія Криму       |
| Цеков Сергій Павлович             | 1953           | багатомандатний | Саки                     | Блок "Росія"                       |
| Чубаров Рефат Абдурахманович      | 1957           | багатомандатний | Сімферополь              | Меджліс кримськотатарського народу |
| Шаповал Іван Іванович             | 1943           | 42              | Красноперекопський район | Безпартійний                       |
| Шевйов Володимир Ілліч            | 1953           | багатомандатний | Сімферополь              | Партія економічного відродження    |
| Шкаберін Володимир Миколайович    | 1952           | 46              | Первомайське             | Безпартійний                       |
| Шпількин Василь Олександрович     | 1960           | 41              | Жовтневе                 | Блок "Росія"                       |
| Шумаков Михайло Федорович         | 1950           | 45              | Нижньогірський район     | Безпартійний                       |
| Щепінський Аскольд Олександрович  | 1926 - 1997    | багатомандатний | Сімферополь              | Блок "Росія"                       |
| Еміраджіев Ебазер Аблямітовіч     | 1960           | багатомандатний | Сімферополь              | Меджліс кримськотатарського народу |